# Через Париж (фільм)
«Через Париж» (фр. La Traversée de Paris) — франко-італійська драматична комедія режисера Клода Отан-Лара 1956 р. За участю Бурвіля, Жана Габена і Луї де Фюнеса. Екранізація твору письменника Марселя Еме.

## Сюжет
Париж під час окупації. Марсель Мартен (Андре Бурвіль), колишній таксист, а нині — безробітний, повинен перетягнути на собі вночі через увесь Париж — з 5-го округу на вулицю Лепік — свинячу тушу, розрізану й упаковану в чотири валізи: справжній скарб в роки розквіту чорного ринку. Його напарника хапає гестапо, і Мартен пропонує залучитися до справи людині на ім'я Гранжіль (Жан Габен). Мартен познайомився з ним в кафе і вирішив, ніби він украв партію вугілля. Проте насправді це не так: Гранжіль — художник. Цей незворушний здоров'як з гучним голосом, судячи з усього, нічого на світі не боїться. Він — повна протилежність Мартена, людини боязкої і дивакуватої, який зображує з себе закоренілого злочинця, але викликає лише жалість. Герої вирушають до торговця, щоб забрати валізи. Залякуванням і шантажем Гранжіль вимагає у спекулянта за доставку в десять разів більше грошей, ніж було обумовлено.
Гранжіль і Мартен вирушають в дорогу через місто. Щоб сховатися від патруля, вони заходять у кафе, відкрите, незважаючи на комендантську годину. Гранжіль змушує власників, вражених і зляканих його авторитетом, назвати імена і терпляче зносити кепкування. Він тримає парі з клієнтами, що ті не видадуть його поліції, і навіть ображає їх: «Убогі ублюдки»! — кричить він їм на прощання. Пізніше, коли поруч з'являються поліцейські, Гранжіль починає говорити німецькою, і поліцейські проходять мимо. «Свиня мене надихає»! — вигукує він. Він пропонує Мартену вшитися разом з дорогоцінним вантажем.
Трохи пізніше ще один поліцейський просить їх пред'явити документи. Гранжіль кидається на нього і оглушає. Мартен невдоволений: таке нахабство ставить його в небезпечне становище, адже він у рідному кварталі і потерпілий може його упізнати. Жінка ховає героїв, поки не пройде черговий патруль; вона приймає їх за бійців Опору. Гранжіль приводить Мартена до себе: Мартен потрапляє в розкішні апартаменти. Гранжіль — досить знаменитий художник. Всю ніч він ходить за Мартеном з цікавості, заради експерименту; йому цікаво подивитися зблизька на світ чорного ринку і на те, як низько здатні упасти багачтії й бідняки. Такий легковажний підхід викликає у Мартена законну лють: адже він виконує цю роботу для того, щоб вижити. Досі він вважав Гранжіля маляром.
Вони приходять до м'ясника, щоб передати йому товар. Біля дверей крамниці вони піднімають такий шум, що їх помічає німецький патруль. У поліцейському відділку офіцер вітає художника, чиє ім'я йому добре відоме. Гранжіль видає Мартена за свого друга і натурника. Їх вже хочуть звільнити, але тут з'ясовується, що бійці Опору убили німецького полковника. Усіх затриманих за ніч саджають у вантажівку — усіх, окрім Гранжіля.
Після війни Гранжіль сідає в потяг. Висунувшись у вікно купе, він упізває на пероні Мартена, що працює носильником: він як і раніше тягає валізи, і як і колись — не свої.

## Ролі виконують
- Жан Габен — Гранжіль, художник
- Андре Бурвіль — Марсель Мартен, безробітний таксист
- Луї де Фюнес — м'ясник, бакалі́йник
- Жанета Баті — Марієта Мартен, дружина Марселя
- Робер Арну — Маршандо
- Міно Брюні — мадам Маршандо
- Жоржетт Ані — власниця кафе
- Монетт Діне — мадам Жамбьє
- Анук Фержак — дівчина

## Нагороди
- Венеційський кінофестиваль 1956: Кубок Вольпі у номінації найкращий актор — Бурвіль
- Французький синдикат кінокритиків 1958: Премія за найкращий фільм — Клод Отан-Лара